# Genoveva Pérez
Genoveva Pérez (ur. 27 września 1920 w Meksyku, zm. 24 września 2014 tamże) – meksykańska aktorka filmowa i dubbingowa.

## Wybrana filmografia

### Telenowele
- 1995-1996: Maria z przedmieścia jako Balbina
- 1997: Rozwinąć skrzydła
- 1997: Esmeralda jako Eufrasia
- 1998–1999: Crisanta jako Chole

## Nagrody
- Premios Atril 2016: In memoriam (pośmiertny hołd złożony aktorce)[1][2][3]